# Ana Milenković
Ana Milenković (srbskou cyrilicí Ана Миленковић; * 19. dubna 1980 Bělehrad, SR Srbsko, Socialistická federativní republika Jugoslávie, dnes Srbsko) je srbská zpěvačka a členka dívčí hudební skupiny Beauty Queens.

## Biografie
Narodila v Bělehradě 19. dubna 1980. Objevila se jako sólista na mnoha festivalech Bělehradské jaro (2000), festival Budva (2001), Eurosong (2004) a festival Zrenjanin (2004). V roce 2005 nastoupila do kapely Blah Blah Band. Úspěšně se účastnili soutěží Beovizija 2006 a 2007. V roce 2006 vyhrála ocenění "Nejlepší nováček". Pracovala také s předními hudebníky ze Srbska a Černé Hory. Pracovala jako náhradní vokalistka pro velkou popovou hvězdu Zdravka Colica a velmi populárního zpěváka Vlada Georgieva.

## Diskografie

### Blah Blah Band

#### Singly
- 2006: Maler
- 2007: Rulet

### Sólová tvorba

#### Singly
- 2004: Takva žena
- 2004: Sad vraćam sve
- 2010: Bez tebe
- 2012: Da se ljubimo

#### Alba
- 2010: Od sna do jave